# Заруби (гора)
За́руби (словац. Záruby) — найвища гора Малих Карпат, розташована біля села Смолениці, округ Трнава, Трнавський край,
Словаччина.
Висота над рівнем моря — 768 м.